# Photo finish

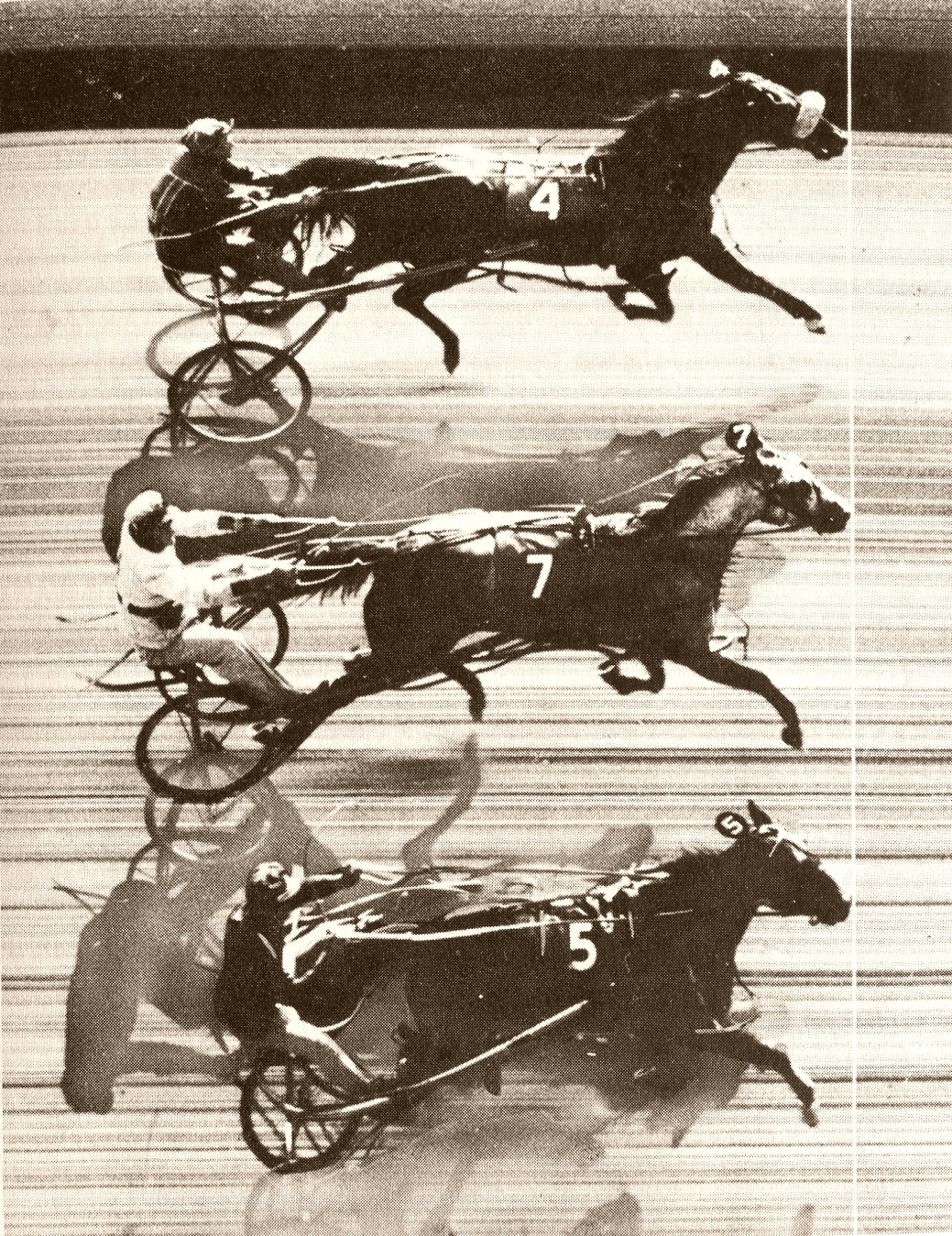
Um registro de photo finish de uma corrida de cavalos com charrete em 1953, Estados Unidos.

Photo finish é uma tecnologia empregada em desportos, que reproduz a imagem da linha de chegada, ajudando assim a saber quem foi o vencedor.
A primeira tecnologia deste tipo foi usada no atletismo, nos Jogos Olímpicos de Verão de 1932. Porém, os tempos registados automaticamente só passaram a ser aceitos oficialmente nos Jogos Olímpicos do México-68. Atualmente, esta tecnologia vem sendo empregada não só no atletismo, como também em corridas de cavalo, automobilismo, entre outros.

## Funcionamento
Geralmente, duas câmeras filmam a linha de chegada e mandam a imagem para um computador. A máquina divide a imagem em linhas. E cada uma indica visualmente um intervalo de tempo de até 0,5 milésimo de segundo.